# Heiric van Auxerre
Heiric van Auxerre (841-876) was een Frans benedictijns theoloog en schrijver.
Vanaf jonge leeftijd was hij reeds oblaat van het klooster van Sint-Germanus van Auxerre. Hij studeerde bij Lupus van Ferrières en Haymo van Auxerre. Onder zijn eigen studenten waren Remigius van Auxerre en Hucbald
Zijn Miracula sancti Germani was een levensverhaal in dichtvorm over Germanus van Auxerre. Onder zijn andere werken waren onder andere zijn Collectaeum, een homiliarium, en glossen over de Categoriae decem.